# Бјерн Ејнар Ромерен
Бјерн Ејнар Ромерен (норв. Bjørn Einar Romøren; 1. април 1981, Осло, Норвешка) је норвешки ски скакач, рекордер у дужини скока (239 m, оствареног 2005. на Планици).
У Светском купу остварио је осам победа, а освојио је и више медаља, највише у екипној конкуренцији. Издвајају се златне медаље на Светском првенству у скијашким
летовима (Планица 2004. и Кулм 2006), као и бронзана медаља на Зимским олимпијским играма 2006. у Торину.